# Isnik Alimi
Isnik Mexhait Alimi (mac. Исник Меџаит Алими; ur. 2 lutego 1994 w Delogoždi) – północnomacedoński i albański piłkarz. Należał do macedońskiej reprezentacji U-19, albańskiej reprezentacji U-21, a od 2023 roku jest członkiem reprezentacji Macedonii Północnej.
29 maja 2015 roku otrzymał albańskie obywatelstwo.